# Mandarin jianghuai
Pour la région, voir Jianghuai.

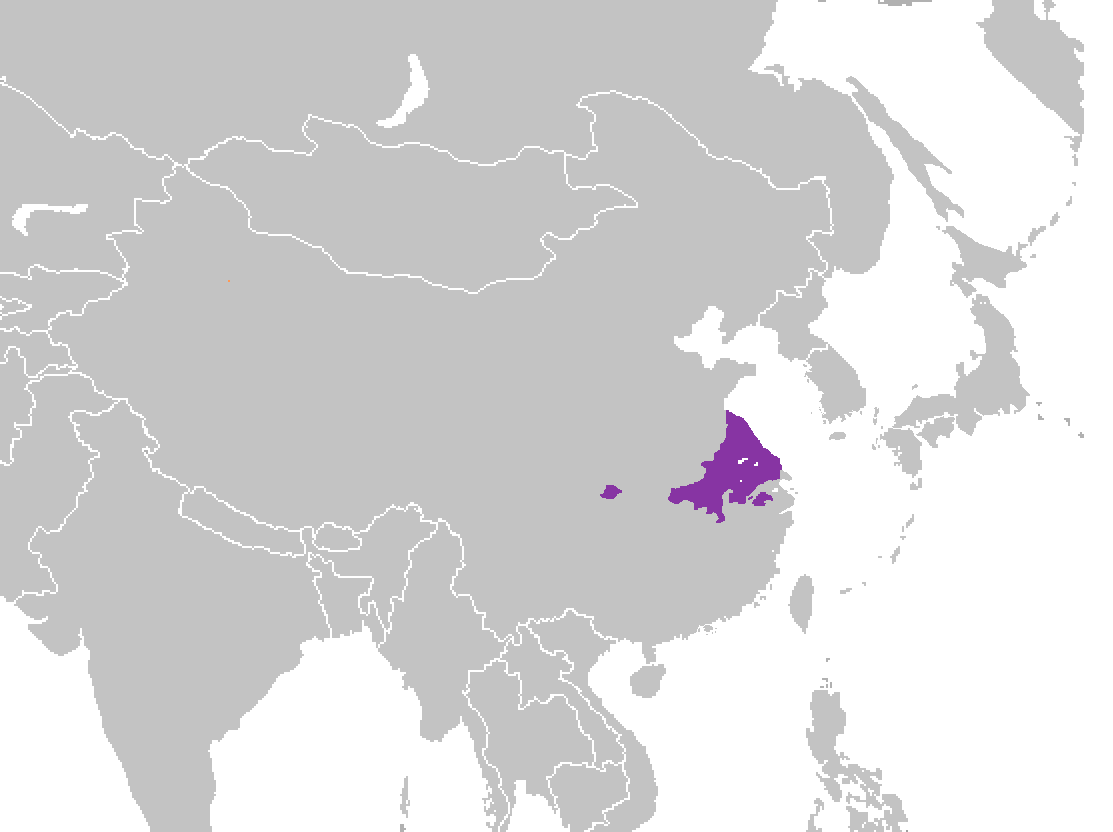

Le mandarin jianghuai (chinois simplifié : 江淮官话 ; chinois traditionnel : 江淮官話 ; pinyin : Jiānghuái guānhuà ; litt. « mandarin du Yangzi Jiang et du Huai He »), ou mandarin du Bas-Yangzi (chinois simplifié : 下江官话 ; chinois traditionnel : 下江官話 ; pinyin : Xiàjiāng guānhuà ; litt. « mandarin du bas-fleuve ») est un dialecte du mandarin parlé dans les provinces du Jiangsu et d'Anhui, sur la rive nord du Yangzi Jiang, ainsi qu'en certaines régions de la rive sud, telles Nankin, Jiangsu,  Jiujiang, Jiangxi, etc. 
Phonologiquement, il est le seul dialecte mandarin à avoir gardé le ton d'entrée du chinois médiéval, à l'instar d'autres langues proches du sud de la Chine continentale (wu, hui).